# Борисовское кладбище
Бори́совское кладбище — кладбище в Южном административном округе Москвы, в районе Братеево. Одно из старейших кладбищ города, образованное в 50-е годы XVI века.

## История
Название происходит от бывшего села Борисово, известного с конца XVI века. С момента основания кладбище практически не расширялось, сохранив изначальные границы. Среди современных надгробий и крестов находятся каменные плиты XVI века с восьмиконечными старообрядческими крестами. 
В 1960 году Борисово вместе с кладбищем вошло в состав московского округа.
Рядом с кладбищем, к западу от него, в 2015 году построен Храм священномучеников Власия и Харалампия в Братеево, первая литургия прошла 11 июля. Храм начал строиться в 2014 году.
Среди известных похороненных: артист Ю. Б. Шерстнёв, учёный и военный Ф. Ф. Лавриненко, писатель и литературный критик Ю. А. Кувалдин, политик А. А. Навальный.

## Расположение
Кладбище находится в Южном административном округе Москвы, в районе Братеево, на северо-западе района. Адрес — г. Москва, ул. Борисовские Пруды, дом 4. Площадь — 0.04 км².
Находится в хозяйственном ведении ГУП «Ритуал».

## Фотогалерея

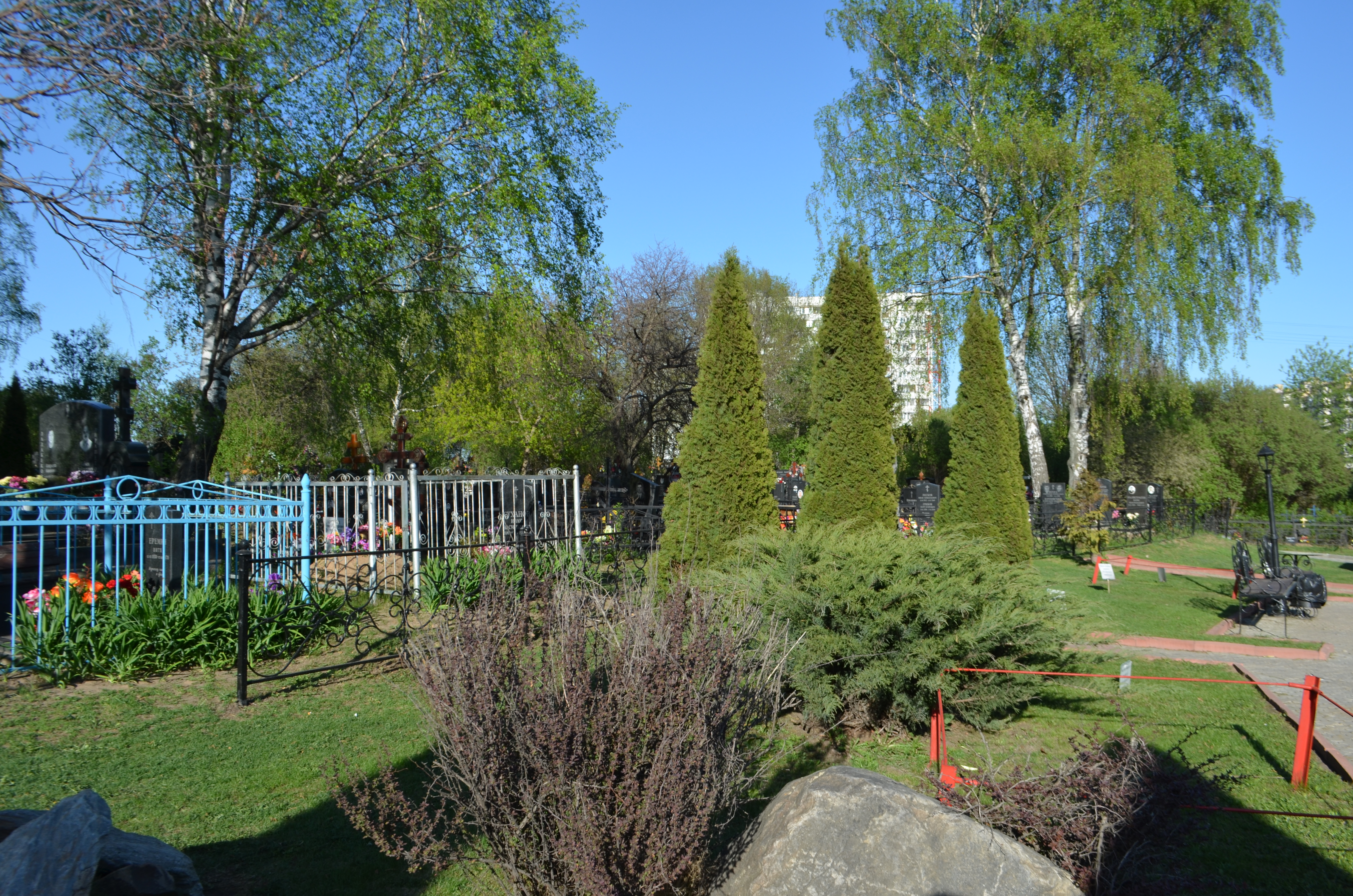
Борисовское кладбище
Храм
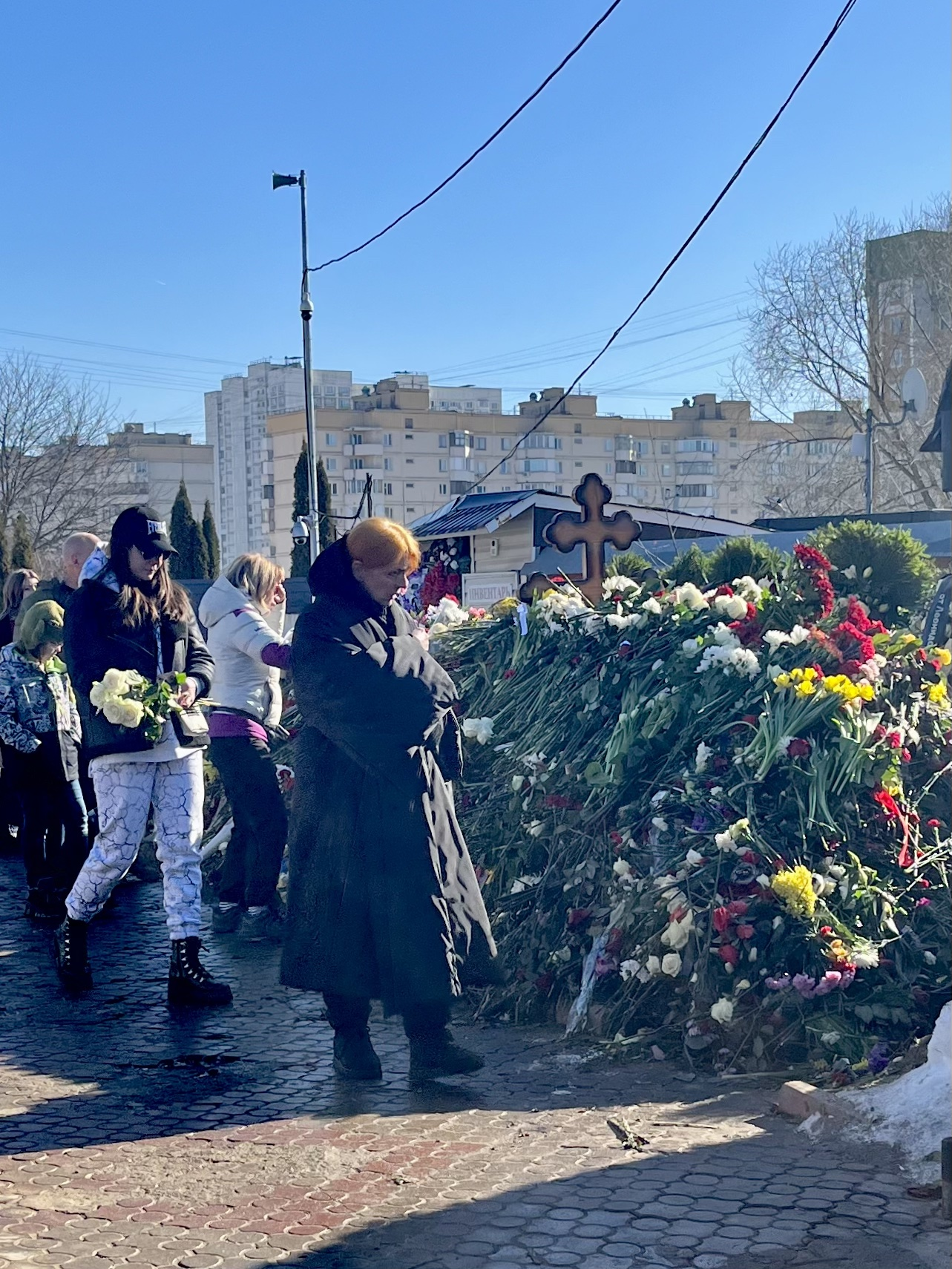
Могила А. А. Навального спустя два дня после похорон